# Anna Maria Ehrenstrahl

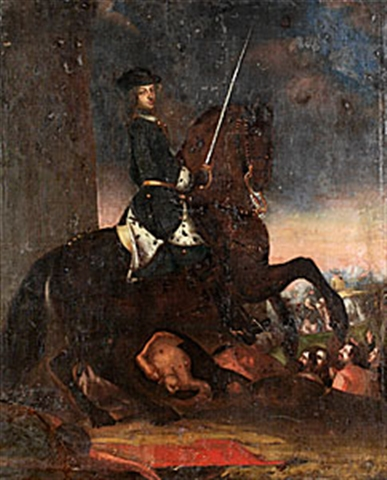
Anna Maria Ehrenstrahl: König Karl XII., um 1700

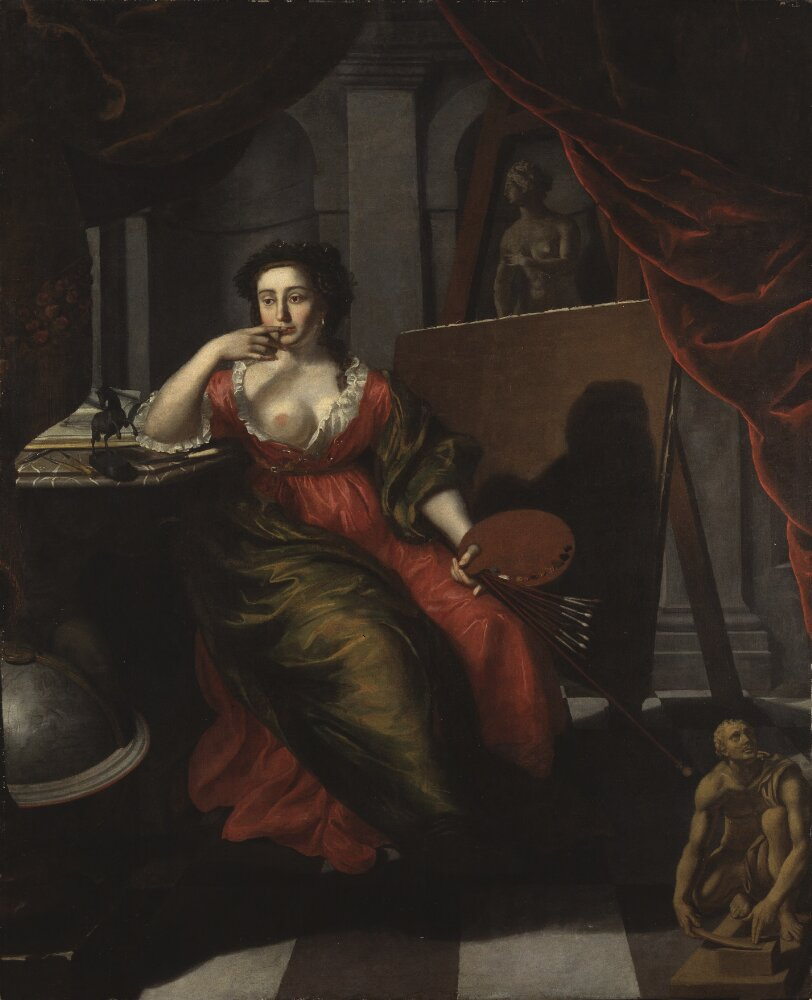
Martin Mijtens Senior: Die schwedische Malerin Anna Maria Ehrenstral, Ende des 17./Anfang des 18. Jahrhunderts

Anna Maria Ehrenstrahl (* 4. September 1666 in Stockholm; † 22. Oktober 1729 ebenda) war eine schwedische Malerin im Stil des Barocks.

## Leben
Ehrenstrahl war die Tochter des Hofmalers David Klöcker Ehrenstrahl (1628–1698) und Maria Momma († 1681). Ihre ersten Zeichenstunden erhielt sie bei ihrem Vater, der schon früh ihr künstlerisches Talent erkannte. Bald kopierte und beendete sie die Werke ihres Vaters, unter anderem der Prinzen Gustaf und Fredrik, Königin Ulrike Eleonore von Schweden und Aurora von Königsmarck. Eine besondere Freundschaft unterhielt sie mit der Dichterin Sophia Elisabet Brenner. Anderen Quellen zufolge war diese ihre Schwester. Gemeinsam brachten sie eine Schrift mit dem Titel Muliebris industriae ingeniique … heraus.
Am 25. November 1688 heiratete sie Johan Wattrang (25. Mai 1659 bis 17. Februar 1724), Vizepräsident des Svea hovrätt. Das Paar hatte einen gemeinsamen Sohn Carl Johan Wattrang (16. November 1689 bis 26. Dezember 1749).